# アダム・スミスの夕食を作ったのは誰か? これからの経済と女性の話
『アダム・スミスの夕食を作ったのは誰か? これからの経済と女性の話』（アダム・スミスのゆうしょくをつくったのはだれか これからのけいざいとじょせいのはなし、Det enda könet: varför du är förförd av den ekonomiske mannen och hur det förstör ditt liv och världsekonomin）は、2012年に作家・ジャーナリストのカトリーン・マルサルがスウェーデンで発表した経済批評本である。マルサルは女性の社会貢献が歴史的に軽視、過小評価されてきたこと、そして経済学分野の理論において女性の代表性が欠如していることを論じた。

## 内容
マルサルの批評では、女性の役割（特に家庭内におけるもの）が長年の無視されてきたことに意義が唱えられている。彼女は経済学者たちが社会を支える複雑な家庭内活動をいかに一貫して無視してきたのかを暴いている。

### 経済学的思考

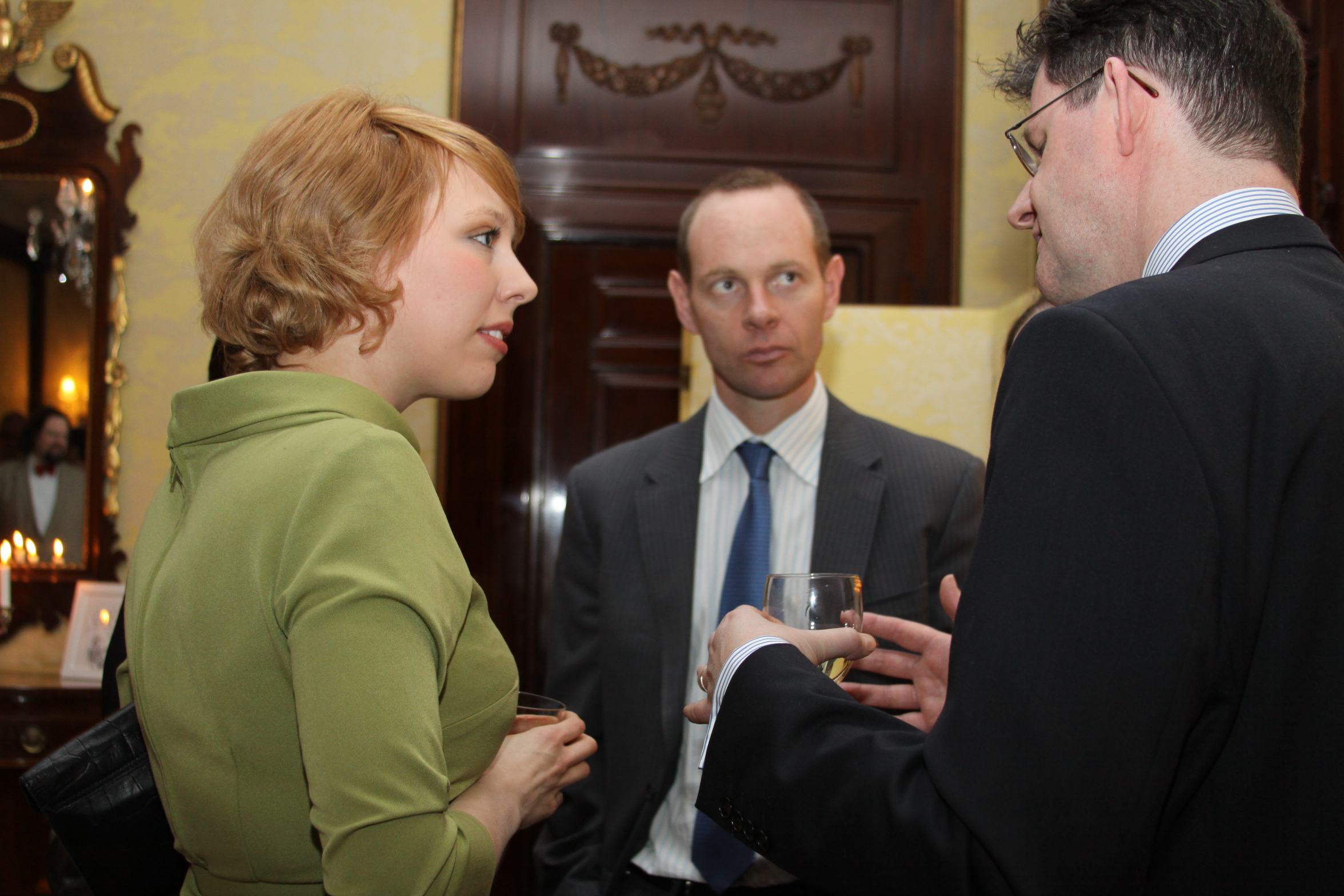
カトリーン・マルサル（2012年）

マルサルは、社会が経済学に年々執着するようになった歴史的経過に注目している。例を挙げるとマルサルは、ゲーリー・ベッカーの経済学的思考はあまりにも行き過ぎていたため、当初は経済学の分野ではタブー視されていたと指摘している。ベッカーが「経済の理論さえあれば世の中を理解できる」と論じていたからである。ベッカーの立場は次第に受け入れられ、彼はその後、ノーベル経済学賞を受賞した。

### 新自由主義

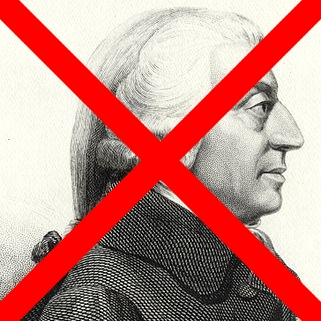
マルサルは、アダム・スミスや経済学者全般が家庭内の活動を認知せず、ニュートンに触発されたやり方を科学主義に基づいて模倣しようとしているとして批判している。それは人間の諸問題を管理するのには適していないと彼女は主張している。

本書では、経済学の分野を形成する上で新自由主義思想が広く影響していることが強調されている。マルサルの批評の中心にあるのは、いわゆる「経済人」の概念であり、それは経済学において一般的であるが過度に単純化されたパラダイムである。彼女はケインズの「経済人」の用法は一過性の概念であり、それは「使えるバカ」であると指摘する。彼女はまた、ケインズが2030年までに我々は労働から解放され、「アートや詩作にふけり、心を浄め、哲学を語り、生きる喜びを味わい、『野に咲くユリ』を愛でることができる」と予想していたことにも言及し、そして実際に「私たち」はケインズの予測以上に豊かになったにもかかわらず、彼の予想する世界は実現に至っていないと指摘している。

### 社会と経済の関係についての現代的分析
マルサルは社会が「いつにもまして経済の虜」の状態に後退し、「バニラアイスクリームの効用も、人生の価値も」あらゆるものの価値を計算するために経済学が使われていると指摘している。マルサルはまた、人間は「合理的な個人」であるという考え方が経済学で一般的になり、さらに社会に大きく広まったことにより、社会問題が見えなくなっていることを指摘している。彼女は、「私たちがみんな合理的な個人であるなら、人種や階級やジェンダーの問題など考える必要はないだろう。なぜならみんな自由なのだから。そう、たとえばコンゴに住む女性が、缶詰3つを手に入れるために武装組織の男性と寝ることも。チリの女性が危険な農薬をたっぷり使った農園で働き、脳に障害のある子どもを産むことも。（中略）すべては合理的な意思決定だ」と例を挙げて論じている。

## 日本語版
2015年に出版された英訳版『Who cooked Adam Smith's dinner? A story about women and economics』を基に高橋璃子によって日本語訳され、2021年11月17日に河出書房新社より出版された。
- カトリーン・マルサル（英語版） 著、高橋璃子 訳『アダム・スミスの夕食を作ったのは誰か? これからの経済と女性の話』河出書房新社、2021年11月17日。ISBN 978-4309300160。